# Ясир Радван
Ясир Радва́н или Радва́н Ясир (араб. ياسر رضوان‎; 22 апреля 1972, Дакахлия, Египет) — египетский футболист и игрок сборной Египта по футболу. Выступал на позиции полузащитника. В составе сборной принимал участие в четырёх Кубках африканских наций.

## Карьера

### Клубная
Ясир Радван начал футбольную карьеру на родине в клубе «Газль Эль-Махалла». В 1996 году игрок перешёл в немецкий клуб «Ганза», который в то время выступал в немецкой Бундеслиге. В этой команде египетский футболист провёл 6 сезонов, выходил на поле 133 раза и забил 5 голов в чемпионате. В 2002 году Радван перешёл в самый титулованный клуб Египта — «Аль-Ахли». За два сезона футболист вместе с клубом дважды занимал второе место в национальном чемпионате, становился победителем кубка и суперкубка Египта. В 2004 году игрок подписал контракт со своим первым клубом — «Газль Эль-Махалла», в котором и завершил футбольную карьеру в 2006 году.

### В сборной
Ясир Радван начал выступать за сборную Египта с 1995 года. В её составе он четыре раза участвовал в Кубке африканских наций: 1996, 1998 (Египет стал чемпионом), 2000 и 2002. На Кубке 1998 года Радван забил один мяч в ворота сборной Замбии, в 2000 он повторил этот результат. Этот игрок также принял участие в Кубке конфедераций 1999, на котором забил 1 гол в матче против сборной Боливии. Всего египетский футболист провёл за сборную 58 матчей и забил 15 голов.